# إدواردو بوزيو
إدواردو بوزيو (بالإيطالية: Edoardo Johann Peter Bosio) هو لاعب كرة قدم إيطالي راحل، ولد يوم 9 نونبر 1864 بتورينو، شغل مركز مهاجم. كان مؤسسا ولاعبا لفريق تورينو للفوتبول والكريكيت 1887، كما لعب مع نادي إنترناسيونالي تورينو ونادي تورينيزي. توفي يوم 21 يوليو 1927 بدافوس.